# 漓江出版社
漓江出版社，是1980年12月在中国桂林成立的一个主要出版文艺书籍的出版社，年出书110种左右。具有较大影响的图书有：《获诺贝尔文学奖作家丛书》（已出90多种，现已停止出版）、《诗海》、《外国名作家大词典》、《世界名诗鉴赏词典》、《外国妇女文学词典》、《青少年楷书字范》、《波努河》、《劫波》、《童心集》等。《名家画桂林》、《花山岩画》2部大型画册是与日本合作出版。该社还办有《漓江》（季刊）、《文贝》（中国比较文学学会学术刊物，英文版，不定期）、《青年外国文学》（双月刊）。